# Платинадигольмий
Платинадигольмий — бинарное неорганическое соединение
платины и гольмия
с формулой Ho2Pt,
кристаллы.

## Получение
- Сплавление стехиометрических количеств чистых веществ:

{\displaystyle {\mathsf {Pt+2Ho\ {\xrightarrow {1430^{o}C}}\ Ho_{2}Pt}}}

## Физические свойства
Платинадигольмий образует кристаллы
ромбической сингонии,
пространственная группа P nma,
параметры ячейки a = 0,70547 нм, b = 0,47224 нм, c = 0,86868 нм, Z = 4,
структура типа дихлорида свинца PbCl2 (или силицида дикобальта Co2Si)
.
Соединение образуется по перитектической реакции при температуре ≈1430°C (1205°C ).